# The International League of Dermatological Societies

The International League of Dermatological Societies (ILDS) est une organisation non gouvernementale affiliée à l'Organisation mondiale de la santé. Fondée en 1935, aucun congrès ne fut tenu avant 1952 en raison de la Seconde Guerre mondiale. Elle est gouvernée par l'International Committee of Dermatology.
L'ILDS est l'organisation parente de l'International Foundation for Dermatology créé en 1987.
Après la publication de l'ICD-10, l'ILDS a créé une série d'extensions pour la dermatologie.